# Bambale Osby
Bambale Mbulatale Emmanuel Osby (Richmond, 21 maggio 1986) è un ex cestista statunitense con cittadinanza della Repubblica Democratica del Congo.